# Oligia dubia
Oligia dubia là một loài bướm đêm trong họ Noctuidae.